# Sūrkān
Sūrkān (persiska: سورکان) är en ort i Iran.   Den ligger i provinsen Västazarbaijan, i den nordvästra delen av landet, 600 km väster om huvudstaden Teheran. Sūrkān ligger 1 781 meter över havet och antalet invånare är 658.
Terrängen runt Sūrkān är huvudsakligen kuperad, men västerut är den platt. Terrängen runt Sūrkān sluttar västerut. Runt Sūrkān är det ganska tätbefolkat, med 108 invånare per kvadratkilometer. Närmaste större samhälle är Nergī, 13,1 km nordväst om Sūrkān. Trakten runt Sūrkān består i huvudsak av gräsmarker.